# Kanthal

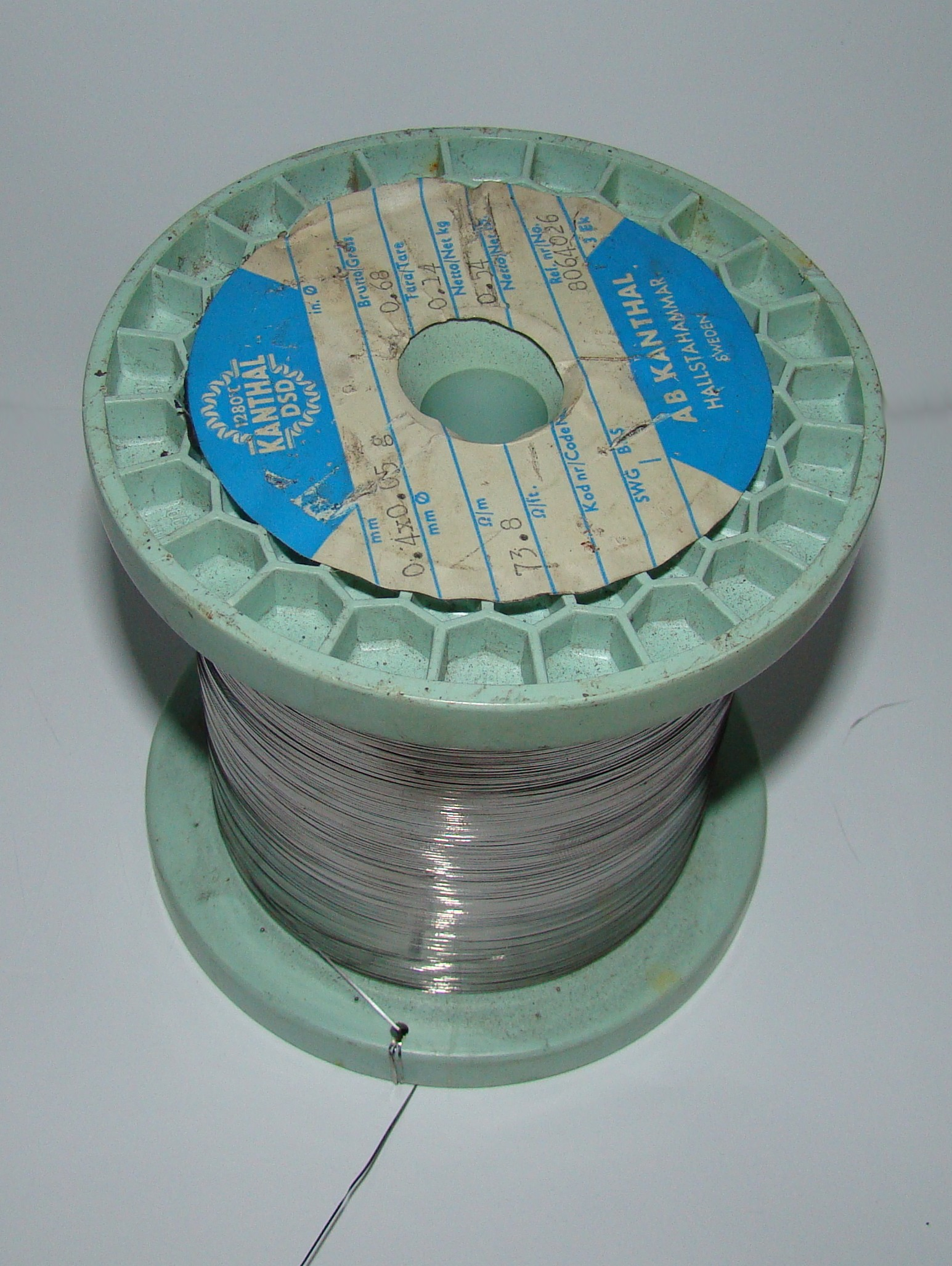
Kanthal resistanstråd

Kanthal är en stållegering bestående av krom (20–30 %), aluminium (4–7,5 %), små mängder kobolt och resten järn. Kanthal utexperimenterades av bergsingenjören Hans von Kantzow i Hallstahammar, och de första patenten togs 1926. 1931 bildades AB Kanthal för uppfinningens exploaterande. Namnet "Kanthal" är ett teleskopord av Kantzow och Hallstahammar. Legeringen är känd för att klara av höga temperaturer (maxtemperatur 1100–1425 °C beroende på typ) och stort elektriskt motstånd, och används bland annat som värmeelement i elektriska ugnar och som förbrännare till elektroniska cigaretter. Kanthaltråden fungerar även som skärverktyg för bearbetning av frigolit. I januari 2012 lade ägaren Sandvik AB ner all trådtillverkning i Hallstahammar. 
Kanthal ingår också i varumärket Kanthal Super som är ett helt annat material baserat på molybdendisilicid. Detta är sprött och brukar användas som stavformade element. Den mest högpresterande typen kan användas upp till 1850 °C i luft.
I Sovjetunionen användes en liknande legering med lägre kromhalt (8–15% Cr 3,5–5,5% Al) och lägre prestanda (maxtemperatur 900°–950°C) med namnet fechral.